# Andi Deris
Andreas Deris, dit Andi Deris, né le 18 août 1964 à Karlsruhe, en Allemagne, est le chanteur et principal parolier du groupe de power metal allemand Helloween. Il a une carrière solo active, ainsi que son propre studio d'enregistrement à Tenerife, dans lequel Helloween a enregistré plusieurs albums.

## Carrière

### Débuts (1979 - 1987)
Andi commença à chanter dans un groupe appelé Paranoid quand il avait 15 ans, 2 ans après, le nom changea pour Nameless. Dans Nameless, il resta en contact avec son ami d'école et batteur Ralf Maurer qui joua sur les deux albums solos de Andi. Plus tard, vers 19 ans, ils créèrent un autre groupe du nom de Kymera, avec qui il enregistra un album. Cependant Ralf entra à l'université et n'eut plus de temps à consacrer au groupe qui le remplaça par Kosta Zaphiriou.
Il fut engagé pour un projet appelé "No Mercy" créé par Bobby Benz (Basse), Rüdiger Föll (Batterie) et Uwe Ulm (Guitare). Andi participa aux séances d'enregistrements et à 2 concerts. Le soir même du deuxième concert, il chanta pour deux groupes. Il ouvrit le chant avec le tout premier line up de Pink Cream 69, deux heures plus tard il chantait avec No Mercy.

### Pink Cream 69(1987-1993)
En 1987, alors qu'il avait 22 ans, il forma Pink Cream 69 avec Dennis Ward, Kosta Zaphiriou, Alfred Koffler. Peu à peu, ils devinrent suffisamment populaire pour postuler chez différents labels, ils signèrent avec CBS (maintenant appelé Sony Music). Pink Cream 69 tourna en Europe, aux États-Unis et au Japon et enregistra 3 albums avec Andi Deris.

### Helloweenet carrière solo
En 1993 le line up d'Helloween change. Andi remplace Michael Kiske et l'ancien batteur de Gamma Ray Uli Kusch prend la place de Ingo Schwichtenberg. Helloween enregistra "Master Of The Rings" qui raviva le succès du groupe, éteint depuis Chameleon. Immédiatement, Andi se mit aux paroles d'où furent créés certains classiques du groupe tels que Sole Survivor, Where The Rain Grows et In The Middle of a Heartbeat. The Time of the Oath, sortit en 1996, se vendit mieux encore que son prédécesseur et fut suivi d'une grande tournée internationale complétée par un DVD ainsi qu'un double album live, High Live, enregistré sur 3 dates, en Italie et en Espagne. À la suite de cette tournée, le groupe prend une pause, Andi en profite pour enregistrer son 1er album solo Come in from the Rain. Il quitte le style habituel de Helloween pour en essayer de nouveaux, il y chante et joue de la guitare avec de nouveaux membres : Peter Idera (guitare), son ami d'enfance Ralph Maison (batterie et chœurs) et Gisbert Royder (basse).
En 1998, Helloween enregistre un album beaucoup plus sombre que les précédents : Better Than Raw, où Andi utilise de nouvelles techniques vocales.
L'année 1999 vit arriver un album de reprise d'Helloween : Metal Jukebox, et le second album solo d'Andi Deris, Done By Mirrors réalisé au Japon, mais il ne sortira dans une grande partie du monde qu'en 2000 pour cause de conflit avec sa maison de disques. Don Pupillo prend la place de guitare lead sur cet album mais Andi y joue toujours quelques passages. En 2000, The Dark Ride sort, Andi y chante d'une nouvelle manière, ce qui contribue au "dérapage" du groupe reproché par les fans.
Après The Dark Ride, Helloween renvoie Roland Grapow et Uli Kusch par courriel. L'album Rabbit Don't Come Easy est suivi par la première tournée du groupe aux États-Unis depuis 1989.
En 2005, Keeper Of The Seven Keys - The Legacy sort avec un chanteur au meilleur de sa forme. Le premier single et clip sera la chanson d'Andi, Mrs God. Pour la première fois dans l'histoire d'Helloween, un autre artiste est invité : il s'agit de Candice Night, la femme de Ritchie Blackmore, du groupe Blackmore's Night. Ce fut le second single et clip de l'album. Un double DVD live et documentaire ainsi qu'un double CD sortira en février 2007.

## Style de Chant
Comparé à ses prédécesseurs, Andi a un style plus restreint, ne cherchant pas à atteindre des notes très élevées et ne se focalisant pas sur la puissance du chant. Son remplacement de Michael Kiske fut critiqué mais les fans l'accueillirent plutôt bien, saluant son style mélangeant Kai Hansen et Biff Byford (chanteur de Saxon).

## Apparitions
- 2000 : Il chante sur la chanson To The Quasar de l'album Universal Migrator Part 2: Flight of the Migrator du groupe Ayreon.
- 2003 : Il apparait sur la chanson "Wake the nightmares" de l'album Soundchaser de Rage
- 2007 : Andi Deris a participé au glorieux single I've Got To Rock (To Stay Alive) de Saxon (ainsi que Lemmy Kilmister de Motörhead et Angry Anderson de Rose Tatoo) sur l'album The Inner Sanctum .
- 2009 : Andi Deris a chanté aux côtés d'Axxis sur "20 Years Anniversary Song" de leur album Utopia, chanson bonus pour fêter les vingt ans du groupe.

## Discographie

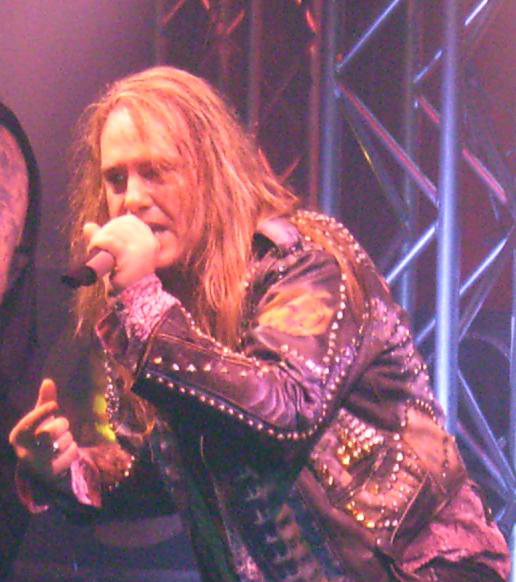
Deris jouant avec Helloween en 2006

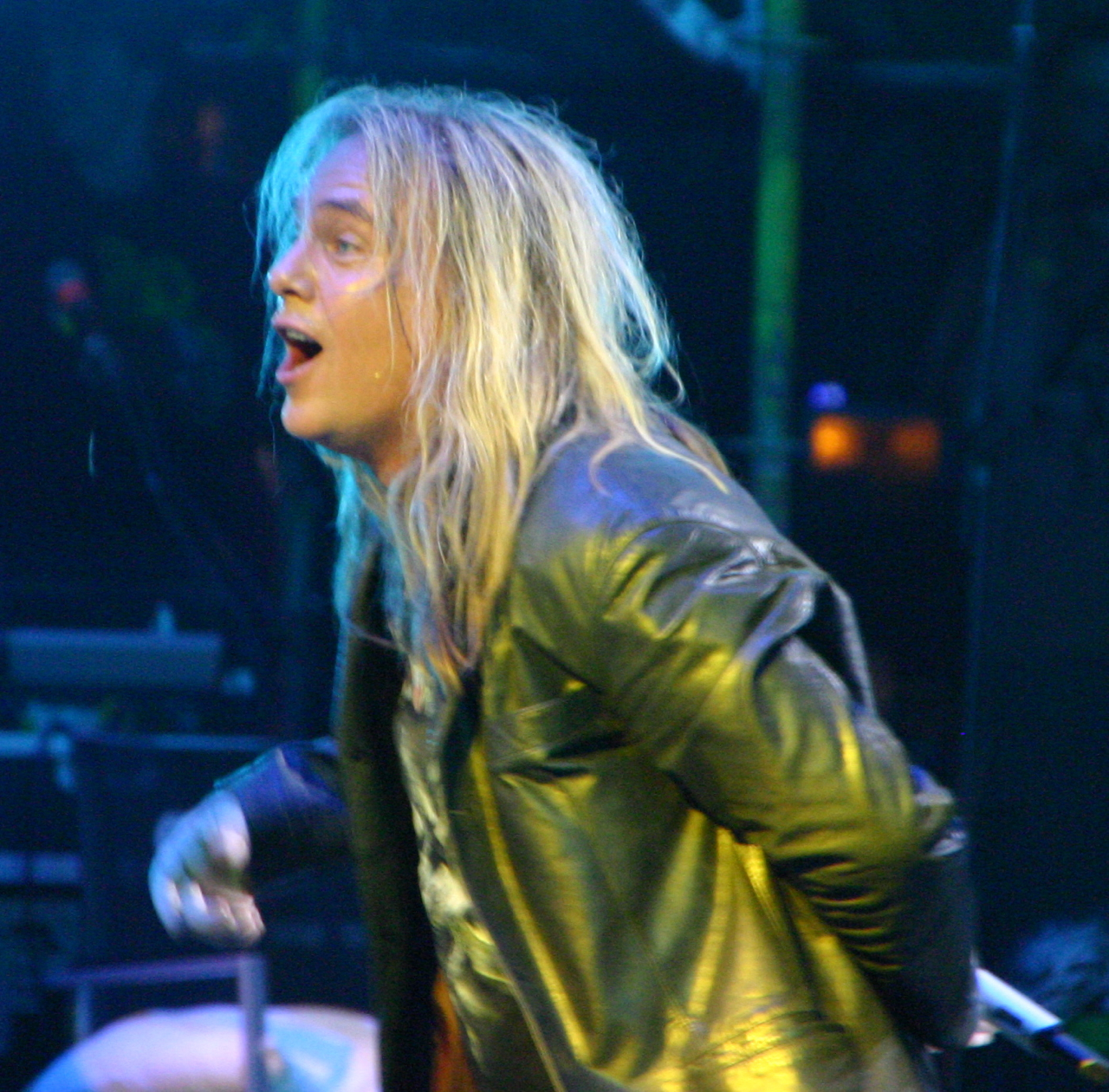
Deris en Haltestelle Woodstock en 2011

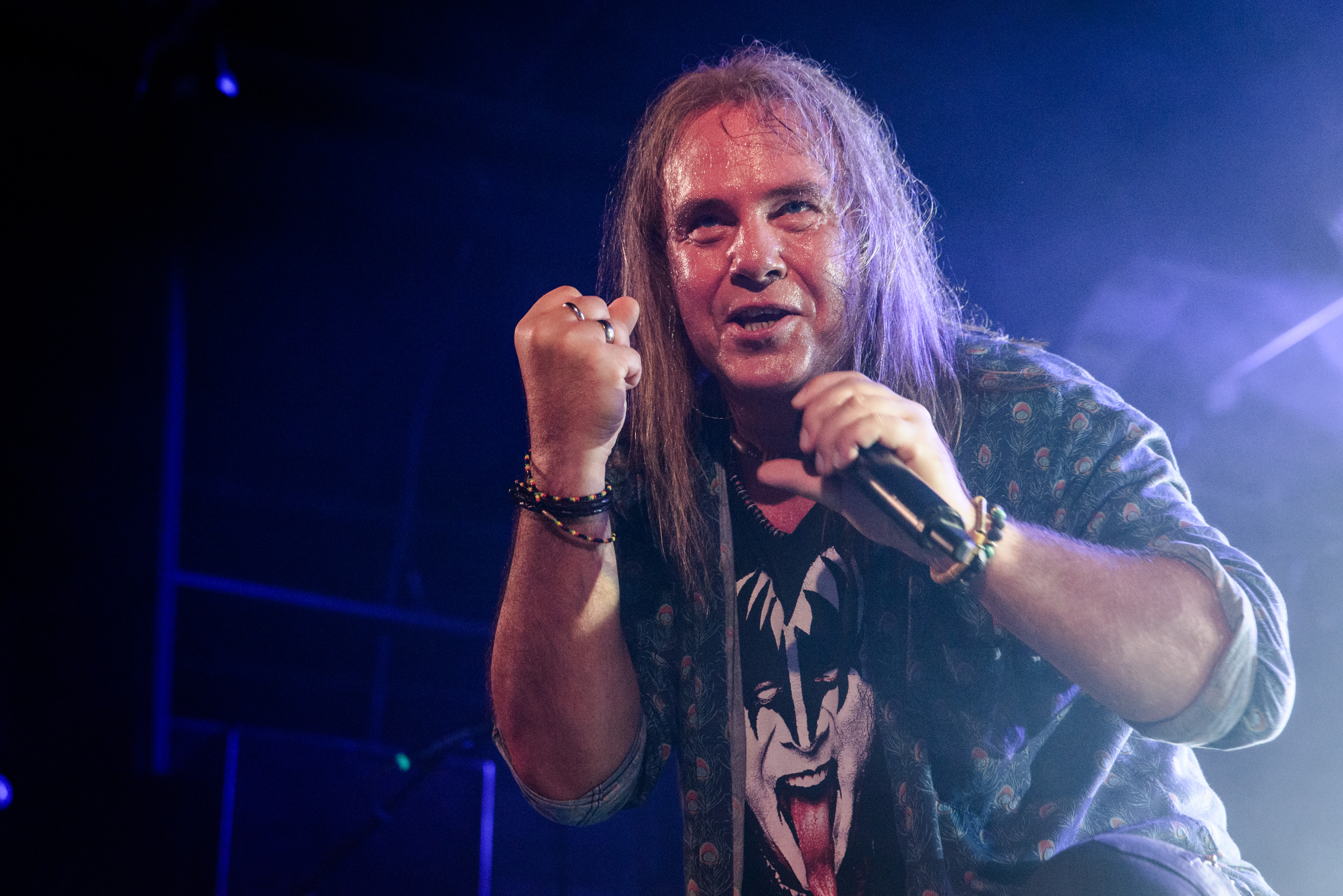
Deris en prestation en 2016

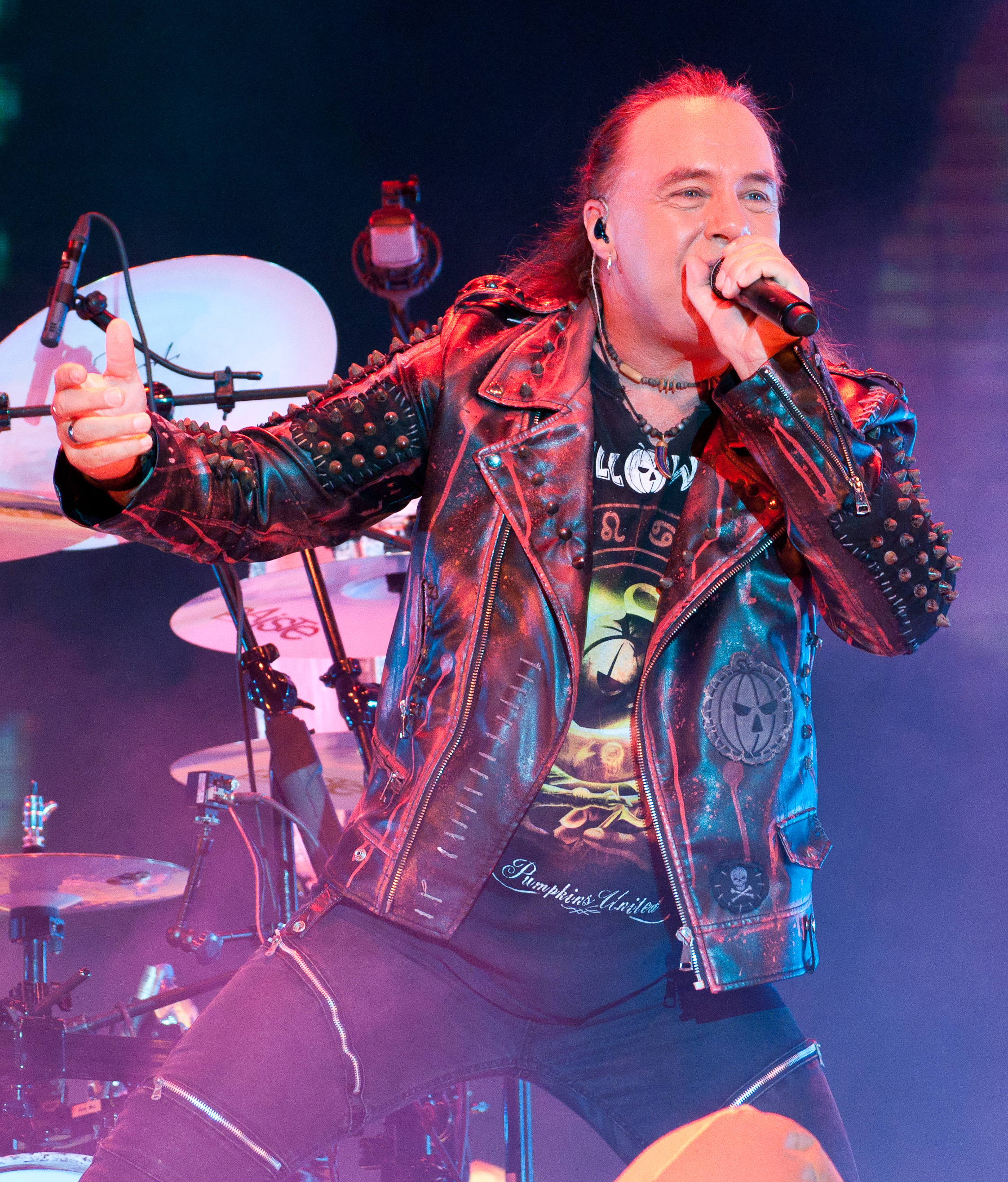
Deris au Masters of Rock 2018

### Avec Kymera
- 1987 - Demo 1987

### Avec No Mercy
- 1987 - No Mercy (Demo)

### Avec Pink Cream 69
- 1989 - One Step Into Paradise (Single)
- 1989 - Pink Cream 69 (L'album éponyme)
- 1990 - Close Your Eyes (Single)
- 1991 - Do You Like It Like That (Single)
- 1991 - White Men Do No Reggae (Single)
- 1991 - Ballerina (Single)
- 1991 - One Size Fits All
- 1991 - 36°/140° (EP)
- 1991 - 49°/8° (EP)
- 1992 - Size It Up: Live in Japan '92 (Video)
- 1993 - Face in the Mirror (Single)
- 1993 - Somedays I Sail (Single)
- 1993 - Keep Your Eye on the Twisted (Single)
- 1993 - Games People Play
- 2009 - Past & Present (Video)

### Avec Helloween
- 1994 - The Pumpkin Video (Video) (Aussi la réédition 2000 de cette vidéo)
- 1994 - Master of the Rings
- 1994 - Mr. Ego Collector's Box (Box set)
- 1994 - Mr. Ego (Take Me Down) (Single)
- 1994 - Where the Rain Grows (Single)
- 1994 - Perfect Gentleman (Single)
- 1995 - Sole Survivor (Single)
- 1996 - Power (Single)
- 1996 - The Time of the Oath
- 1996 - The Time of the Oath (Single)
- 1996 - High Live (Live album et Video)
- 1996 - Forever and One (Neverland) (Single)
- 1998 - I Can (Single)
- 1998 - Better Than Raw
- 1998 - Hey Lord (Single)
- 1998 - I Can / Promised Land (Divisé avec Dirty Deeds)
- 1999 - Lay Your Love on Me (Single)
- 1999 - Metal Jukebox (Compilation)
- 2000 - If I Could Fly (Single)
- 2000 - Mr. Torture (Single)
- 2000 - The Dark Ride
- 2002 - Treasure Chest (Compilation)
- 2003 - Rabbit Don't Come Easy
- 2005 - The Dark Ride / Rabbit Don't Come Easy - Double Edition (Compilation)
- 2005 - Hellish Videos - The Complete Video Collection (Video)
- 2005 - Mrs. God (Single)
- 2005 - Keeper of the Seven Keys: The Legacy
- 2006 - Light the Universe (Single)
- 2007 - Live in Sao Paulo (Live album)
- 2007 - Live in 3 Continents (Video)
- 2007 - As Long as I Fall (Single)
- 2007 - Gambling with the Devil
- 2009 - Unarmed
- 2010 - Dr. Stein (Single)
- 2010 - Are You Metal? (Single)
- 2010 - 7 Sinners
- 2011 - The Sage, The Fool, The Sinner / Bring Them to Light (Divisé avec Apocalyptica)
- 2012 - Burning Sun (Single)
- 2012 - Nabataea (Single)
- 2013 - Straight Out of Hell
- 2015 - Battle's Won (Single)
- 2015 - My God-Given Right
- 2016 - Ride the Sky - The Very Best of the Noise Years 1985-1998 (Compilation)
- 2017 - Pumpkins United (Single)
- 2017 - Sweet Seductions (Compilation)
- 2019 - Halloween - Live (Single)
- 2019 - United Alive in Madrid (Live album et Video)
- 2020 - The Game Is On! (EP)
- 2021 - Skyfall (Single)
- 2021 - United Forces (Compilation)
- 2021 - Helloween
- 2022 - Best Time (Single)
- 2024 - Eagle Fly Free (Live) (Single)
- 2024 - Save Us (Live) (Single)
- 2024 - Live At Budokan (Live album)
- 2025 - March of Time - The Best of 40 Years (Compilation)
- 2025 - Giants & Monsters

### En Solo
- 1997 - Come in from the Rain
- 1999 - Done by Mirrors
- 2013 - Million Dollar Haircuts on Ten Cent Heads

### Single en Solo
- 1997 - 1000 Years Away
- 1997 - Good Bye Jenny
- 2013 - Don't Listen to the Radio (TWOTW 1938)

### Apparitions en vedette d'invités, autre travail et albums hommage
- German Rock Project - "Let Love Conquer the World" (Single) (1991)
- Jail - "Get Into..." (1994) - plus de voix invitées sur "Bad Mean Woman"
- Various artists - A Tribute to Judas Priest: Legends of Metal Vol. I (1997) - "The Hellion/Electric Eye" (Helloween)
- Various artists - Catch the Rainbow: A Tribute to Rainbow (1999) - "Catch the Rainbow"
- Ayreon - Universal Migrator Part 2: Flight of the Migrator (2000) - chant invité sur "To the Quesar" (Avec Lana Lane sur les choeurs et Oscar Holleman à la guitare invitée) (2nd seoulement)
- German Rock Stars - "Wings of Freedom" (2001)
- Shaman - Ritualive (2003) - chant invité sur "Eagle Fly Free (Helloween Cover)"
- Rage - Soundchaser (2003) - voix supplémentaires sur "Falling from Grace (Part 1: Wake the Nightmares)"
- Meridian Zero - Doors of Creation (2005) - Producteur
- Saxon - The Inner Sanctum (2007) - chant invité sur "I've Got to Rock (To Stay Alive)" et "Atilla the Hun" (Avec Lemmy Kilmister (Motörhead) et Angry Anderson (Rose Tattoo) sur les voix d'invités)
- Nuclear Blast - Nuclear Blast All-Stars: Into the Light (2007) - chant invité sur "A Perfect Day"
- Axxis - Utopia (2009) - chant invité sur "20 Year Anniversary Song" (Avec Doro Pesch, David Readman, Schmier, Rolf Stahlhofen, et Claus Lessmann sur les voix d'invités et Walter Pietsch à la guitare invitée)
- Wicked Sensation - "Crystalized" (2010) - chant invité sur "My Turn to Fly"
- Eden's Curse - "Trinity" (2011) - chant invité sur "Black Widow"
- Esclavitud - Condenados al paraíso (2011) - Producteur, Ingénierie
- Crimes of Passion - To Die For (2011) - choeurs invités sur "Accidents Happen, Even Here"
- EVO - Puta pasta (2011) - Ingénierie
- Various artists - Help! for Japan (EP) (2012) (Avec Michael Kiske, Roland Grapow, Tommy Heart, Don Airey, Tobias Sammet, Ralf Scheepers etc. sur les voix d'invités)
- Scelerata - "The Sniper" (2012) - chant invité sur "Must Be Dreaming"
- Lady's Voice - "EnAmoria" (Single) (2012)
- Love Might Kill - "Addicted to the Night" (Single) (2014)
- Wolfpakk – "Rise of the Animal" (2015) – chant d'invité sur "Rider of the Storm"
- Eden's Curse - "Live with the Curse" (2015) - voix supplémentaires sur "Black Widow"
- Eden's Curse - "Eden's Curse - Revisited" (2017) - voix invitées supplémentaires sur "Black Widow"
- Meridian Zero - A New Beginning (EP) (2020) - Producteur